# Мостовское (деревня, Москва)
Мостовское — деревня в Новомосковском административном округе Москвы (до 1 июля 2012 года в составе Подольского района Московской области). Входит в состав района Щербинка.

## Население
Согласно изданию Списки населенных мест Российской империи Московская губерния. — 1862 в 1859 году в деревне проживало 147 человек (76 мужчин и 71 женщина), согласно всесоюзной переписи в 1926 году количество домохозяйств 40, население 212 человек (78 мужчин и 134 женщины), в деревне имеется начальная школа.
Согласно Всероссийской переписи, в 2002 году в деревне проживало 84 человека (40 мужчин и 44 женщины). По данным на 2005 год в деревне проживало 326 человек, в 2010 году — 227 человек (перепись)

## Расположение
Деревня Мостовское расположена на правом берегу Десны примерно в 7 км к северо-западу от центра города Подольска. Ближайшие населённые пункты — деревня Андреевское и посёлок Фабрики имени 1-го Мая.